# Cockatoo Island (Western Australia)
Cockatoo Island är en ö i Australien. Den ligger i delstaten Western Australia, omkring 1 900 kilometer nordost om delstatshuvudstaden Perth. Arean är 5,7 kvadratkilometer. Den sträcker sig 3,0 kilometer i nord-sydlig riktning, och 6,0 kilometer i öst-västlig riktning.
Savannklimat råder i trakten. Genomsnittlig årsnederbörd är 1 594 millimeter. Den regnigaste månaden är februari, med i genomsnitt 443 mm nederbörd, och den torraste är augusti, med 1 mm nederbörd.